# Hobro
Hobro er en købstad i bunden af Mariager Fjord med 12.217 indbyggere  (2024) i Hobro Sogn. Byen hører til Mariagerfjord Kommune og ligger i Region Nordjylland i et kuperet terræn med høje bakker nord og syd for byen. Den ligger nær den nord-syd gående motorvej E45 og er tillige stationsby på strækningen mellem Aalborg og Randers. Ca. 2 kilometer vest for byen ligger vikingeborgen Fyrkat, der er en ringborg fra ca. år 980.

## Navngivning af Hobro
Der er ingen sikre kilder til navngivningen af Hobro. En ældre stavemåde af Hobro er Hobroe, som blev brugt op til slutningen af 1800-tallet. Tidligere og i dag bruges den lokale dialektudtale /hobrow/. Blandt de forskellige muligheder for navnet "Hobro" kan følgende tre alle betragtes som sandsynlige:[kilde mangler]
A: Nord for Mariager Fjord boede en mand ved navn Ho. Han byggede en bro over fjorden. Broen hed deraf ”Hos bro”, som sidenhen er blevet til Hobro.
B: Den inderste del af Mariager Fjord, i dag Hobro Vesterfjord (Onsild Å løber ud i den lavvandede Vesterfjord, som igen via en å-strækning løber ud i Mariager Fjord), hed oprindelig ”Ho”, som er en ældre betegnelse af for ordet ”trug”. Ved ”Truget” har der været en bro, som har ført over den lavvandede og sumpede å- og fjordstrækning.
C: ”Ho” har oprindelse i det angelsaksisk hoh, ho eller hoo, som har relation til en ”en landodde formet som en hæl eller en støvle og ofte stikkende
ud i havet”. I dette tilfælde skulle ”hælen” være identisk med den lave
landtange og Hobro betyde ”broen ved hælen”.
Stednavneforskeren Bent Jørgensen anfører, at forleddet Ho- var navnet på den indre del af Mariager Fjord af hoi eller ho (trug, kar), så betydningen er: Broen over Hoi.

## Etymologi
Navnet — gammel form: Hofbroe — betyder vistnok broen over Ho, det gamle navn på Onsild å. Sagnet fortæller i øvrigt, at Ho byggede en bro over det smalleste sted ved fjorden, hvor der hidtil havde været færge, at han selv boede nord for broen ("Hostrup Huse"), men at han sammen med 12 andre mænd, som boede i en by Kirkedal (en lang, dyb dal "Kirkedal" ligger omtrent 1 fjerdingvej øst for byen), anlagde Hobro syd for broen.

## Historie

### Middelalderen
Byens navn forekommer vistnok første gang i et frihedsbrev for Mariager Kloster, udstedt af Christian I i 1449, hvori "Hobro Fjord" omtales. Dens ældste købstadsprivilegier kendes ikke. Den 14. oktober 1560 bekræftede Frederik II dem. Broen tilhørte Kronen i det 16. århundrede. I 1533 fik Niels Blok, herredsfoged i Hindsted Herred, kongeligt brev på i sin livstid at måtte beholde den, og ved bevilling af 29. april 1574 fik byens borgmester og råd broen, lige som senere byfogeden, indtil brokornet bortfaldt i det 19. århundrede ved det nye chausséanlæg.

### Renæssancen
Ved en kongelig rettertingsdom af 1537  blev 12 ejere i Hobro kendte berettigede til fremdeles at nyde og bruge Hobro mark, således som "fra arilds tid" havde været tilfældet. Den gamle bymark kaldes senere Østermark. Vestermark hørte tidligere under en gård Tvingstrup, som ved kongeligt gavebrev af 1. december 1542 blev skænket byens borgmester og råd.
Ved begyndelsen af den nyere tid begunstigedes byen på flere måder af Kronen. Til at samle kongens tiendekorn gaves der i 1567 og 1568 kongelig befaling til at bygge et kornhus ved Hobro. For at Hobro købstad desmere kunne bygges, forbedres og ved magt holdes, blev 1552 det marked, som holdtes i Glenstrup, forflyttet til byen. I 1558 befaledes det, at det marked, som holdtes i Dybdal ved Testrup, skulle henlægges til Hannedal, og den 7. september 1561 (gentaget 24. oktober 1574) blev Testrup markeder henlagte til Hobro. Vel blev det under 25. august 1578 atter tilladt at holde marked i Dybdal ved Testrup, men i 1635 bleve disse "Dalmarkeder" endelig henlagte til Hobro.
Toldstedet var i ældre tid ved Hadsund (oprettet 5. juni 1581), senere flyttedes det til Mariager, vistnok i 1592, da denne by blev købstad, derpå til Hobro. Ved reskript af 13. juli 1672 henlagdes det til Mariager, dernæst 4. september 1680 atter til Hadsund, igen til Mariager 17. august 1780, indtil det i 1839 omsider deltes mellem de to købstæder.

### Under enevælden
I øvrigt har Hobro aldrig været nogen anselig by, og i den nyere tid hæmmedes dens fremgang ved flere ulykker; den led således meget under Svenskekrigen 1657-60. Mest har den dog vistnok døjet under hærgende ildebrande; den siges således to gange i ældre tid at være brændt nord for kirketrappen, 23. juni 1690 brændte halvdelen af byen, nemlig "alt, hvad der var oven for Kirketrappen".
I 1672 havde byen 343 indbyggere, i 1769 492 indbyggere, i 1787 kun 465 indbyggere.
Napoleonskrigenes trængsler havde udmarvet Hobro, og indbyggerne var blevet fattige og mange brugte stråtag selvom det var forbudt. Den 19 august 1812 brændte 26 huse, 2. februar 1813 brændte 10 gårde og huse; det var en fjerdedel af byen, eller halvdelen af den rest der stod tilbage efter forrige brand. 1813-branden blev påsat bl.a, af en 18-årig pige, som 15. marts 1814 blev henrettet tæt uden for byen. Byen mente at straffen var for hård, og en vej er opkaldt efter hende. Byens tilstand var nu så dårlig, at myndighederne overvejede at nedlægge byen, og den blev fritaget for at betale skat i 10 år. Fra midten af det 19. århundrede voksede byen atter en del, navnlig ved at dens handel voksede på grund af de forbedrede havneforhold.
Tidligere hørte byen til Hald Amt under stiftamtmanden i Viborg (mens det øvrige Onsild Herred hørte til Mariager Amt), indtil den ved Randers Amts oprettelse i 1794 lagdes ind under dette. Et reskript af 17. august 1824, ifølge hvilket byen skulle lægges ind under Aalborg Amt, blev omstødt 1830.
Hobro Skov skal i ældre tid have været ret stor, men blev ødelagt under de svenskes indfald 1657-60. Den ejedes, lige som markjorderne, af forskellige lodsejere; men da lodderne i tidens løb var forglemte, afgjordes ved bytingsdom af 21. marts 1707, at krattet skulle rebes og deles efter lodsejernes adkomster. De af byens indbryggere, som ikke var lodsejere, nød dog fri gærdselhugst til egen fornødenhed. Skoven blev udskiftet siden 1816, men ødelæggelsesværket blev fortsat af skovejerne, indtil skovens indhegning blev påbudt i 1858.

### Den tidlige industrialisering
Den jyske længdebane på strækningen mellem Randers og Aalborg åbnede i 1869, og samme år fik byen sin station.
Hobros befolkning var stigende i slutningen af 1800-tallet og i begyndelsen af 1900-tallet: 1.173 i 1850, 1.538 i 1855, 1.909 i 1860, 2.081 i 1870, 2.250 i 1880, 2.543 i 1890, 3.161 i 1901, 3.332 i 1906 og 3.563 i 1911.
Befolkningens fordeling efter næringsveje var i 1890: 281 levede af immateriel virksomhed, 175 af jordbrug, 10 af gartneri, 37 af fiskeri, 26 af søfart, 945 af håndværk og industri, 548 af handel og omsætning, 408 af forskellig daglejervirksomhed, 94 af deres midler, og 19 nød almisse. Ifølge en opgørelse i 1906 var indbyggertallet 3.332, heraf ernærede 236 sig ved immateriel virksomhed, 303 ved landbrug, skovbrug og mejeridrift, 19 ved fiskeri, 1.660 ved håndværk og industri, 700 ved handel med mere, 163 ved samfærdsel, 111 var aftægtsfolk, 74 levede af offentlig understøttelse og 66 af anden eller uangiven virksomhed.
Af fabrikker og industrielle anlæg havde byen omkring århundredeskiftet: 1 jernstøberi (
overgik 1899 til et aktieselskab, Aktiekapital 70.000 Kr., 25 arbejdere), 1 gødningsfabrik (Blaakilde Mølles Fabrikker, fabrikation af kunstgødning, overgik 1899 til et aktieselskab, kapital 200.000 Kr., 11 arbejdere, årlig produktion omtrent 3 mio. pund), 1 teglværk (Vindø Teglværk, omtrent 30 arbejdere, produktion omtrent 3 mio. sten årlig), 1 spritfabrik (Spritfabrikken „Fortuna“, omtrent 30 arbejdere, årlig produktion omtrent 4 mio. potter sprit), 1. ølbryggeri (Bies Bryggeri, anlagt 1841 som hvidtølsbryggeri, 1879 udvidet til bayerskølbryggeri, 20 arbejdere, årlig produktion omtrent 9.000 tønder), 1 tobaksfabrik, 2 farverier og uldspinderier, 1 garveri, 1 bogtrykkeri, m.m.
I Hobro blev udgivet 1 avis: "Hobro Avis".
I Hobro blev afholdt årlig 12 markeder: 1 i januar med heste og kvæg, 1 i februar med kreaturer, 1 i marts med heste og kvæg, 1 i april og 1 i maj med kreaturer, 1 i juni og 1 i juli med heste og kvæg, 1 i august med kvæg og får, 1 i september med heste, kvæg og får, 1 i oktober og 1 i november med kvæg og får og 1 i december med kvæg, får og heste. Torvedag var hver fredag.

### Mellemkrigstiden
Gennem mellemkrigstiden var Hobros indbyggertal stigende: i 1916 3.907, i 1921 3.871, i 1925 6.100, i 1930 6.425, i 1935 6.745, i 1940 6.992 indbyggere. Samtidig voksede to forstæder frem, Banegårdskvarteret og Hostruphuse i Øls-Hørby-Døstrup Kommune. De blev indlemmede i købstaden pr. 1. april 1921.
| År                                | 1916  | 1921  | 1925  | 1930  | 1935  | 1940  |
| --------------------------------- | ----- | ----- | ----- | ----- | ----- | ----- |
| Hobro købstad                     | 3.907 | 3.871 | 6.100 | 6.425 | 6.745 | 6.992 |
| Banegårdskvarteret og Hostruphuse | 1.324 | 1.780 | *     | *     | *     | *     |
| Hobro med forstæder               | 5.231 | 5.651 | 6.100 | 6.425 | 6.745 | 6.992 |

Ved folketællingen i 1930 havde Hobro 6.425 indbyggere, heraf ernærede 430 sig ved immateriel virksomhed, 2.508 ved håndværk og industri, 1.041 ved handel mm, 748 ved samfærdsel, 515 ved landbrug, skovbrug og fiskeri, 484 ved husgerning, 613 var ude af erhverv og 86 havde ikke oplyst indkomstkilde.

### Efterkrigstiden
Efter 2. verdenskrig fortsatte Hobro sin befolkningsudvikling. I 1945 boede der 7.699 indbyggere i købstaden, i 1950 8.315 indbyggere, i 1955 8.305 indbyggere, i 1960 8.208 indbyggere og i 1965 8.512 indbyggere. Efterhånden skete fremvæksten af en ny forstad i Hørby Sogn.
| År                  | 1945  | 1950  | 1955  | 1960  | 1965  |
| ------------------- | ----- | ----- | ----- | ----- | ----- |
| Hobro købstad       | 7.699 | 8.315 | 8.305 | 8.208 | 8.512 |
| Hørby               | -     | -     | 75    | 103   | 206   |
| Hobro med forstæder | 7.699 | 8.315 | 8.380 | 8.311 | 8.718 |

### Nyere tid
Hobro hører til Himmerland, selvom den centrale del af byen mellem jernbanen og fjorden indtil 1970 lå i Onsild Herred i Randers Amt. Forstæderne Hald Tostrup og Hørby Skoleby (ved Rosendalsskolen) lå derimod i Hindsted Herred i Aalborg Amt. Efter 1970 hørte hele Hobro til Nordjyllands Amt.
Den daværende Hobro Kommune havde kommunesæde i byen, men siden 2007 har kommunen hørt til Mariagerfjord Kommune, der blev dannet sammen med Hadsund, Arden og størstedelen af Mariager Kommune.

## Uddannelse
Hobro rummer flere folkeskoler som Bymarkskolen, Søndre Skole, Friskolen, Rosendalskolen og Hobro 10. Klassecenter. Derudover findes efterskolerne Østerskov Efterskole, Thorsgaard Efterskole og Hobro Efterskole.
Mariagerfjord Gymnasium tilbyder STX, HTX og HF. Derudover findes Himmerlands Erhvervsgymnasium, som tilbyder HHX, EUD & EUX samt den videregående uddannelsesinstitution, Erhvervsakademi Dania. SOSU Nord har også en afdeling i byen.
Alle uddannelsesinstitutionerne arbejder sammen i partnerskabet “Uddannelsesby Hobro”.

## Kultur
På Hobro Museum er der en udstilling om Fyrkatfundene samt udstilling af fund og historien om byen og omegnen. Det er indrettet i byens ældste hus.
Lystfartøjsmuseum Hobro har en udstilling om forskellige lystfartøjer, der har sejlet på Mariager Fjord. GASmuseet på Hobro Havn rummer udstillinger om gas-energi i fortid, nutid og fremtid. Der er udstillinger om om, hvordan det var før, man begyndte at bruge forsile brændsler, der er udstillinger om gas-energi og dagligliv grønne gasser og den grønne omstilling. I ScienceUNIVERSET er der leg og læring samt undervisning i naturfag.
Umiddelbart sydvest for byen ligger vikingeborgen Fyrkat, hvor museet Vikingecenter Fyrkat er etableret. Museet fortæller om fæstningens historie og vikingetiden.
Byen rummer to teatre; Hobro Theater på Teatertorvet og egnsteatret Himmerlands Teater, der ligger ved havnen.

### Sport
Byens fodboldklub, Hobro IK, har været i Superligaen i fem sæsoner, 2014-15, 2015-16, 2017-18, 2018-19 og 2019-20.
Hobro er desuden kendt som byen hvor racerkøreren Tom Kristensen er født og opvokset.

## Kendte bysbørn
- Ingeborg Brams, skuespillerinde, (1921–1989)
- Kenneth Bager, DJ og producer, (1962–)
- Tom Kristensen, racerkører, (1967–)
- Michael Vestergaard Knudsen, håndboldspiller (1978–)
- Troels Abrahamsen, producer, forsanger og singer-songwriter, (1983–)
- Bent Norup, operasanger, (1936-2007)
- Hans Henrik Lerfeldt, maler, (1946-1989)

Danmarks ældste Produktionshøjskole ligger i Hobro og er startet af Kurt Kristensen tidligere skoledirektør i Hobro.